# Biểu tình ủng hộ người Palestine trong khuôn viên Đại học ở Hoa Kỳ 2024
Hàng loạt các cuộc biểu tình ủng hộ người Palestine trong khuôn viên các trường đại học ở Hoa Kỳ đã diễn ra không liên tục với quy mô nhỏ trong nhiều năm vừa qua, tuy nhiên, trong năm 2024, đã có những cuộc biểu tình lớn ủng hộ người Palestine trong khuôn viên các trường đại học để phản ứng lại chiến tranh Israel – Hamas. Nhiều cuộc biểu tình lớn đã được diễn ra tại Đại học Columbia, Đại học Yale, Đại học California tại Berkeley, Đại học Michigan, Viện Công nghệ Massachusetts, Cao đẳng Emerson, Đại học Tufts và Đại học New York cùng nhiều trường đại học khác.
Các hoạt động phản đối chiến tranh ở Gaza đã tăng cao khi ít nhất 108 người biểu tình đã bị bắt giữ tại Đại học vào ngày 18 tháng 4, sau khi "ban giám hiệu trường xuất hiện trước Quốc hội và cam kết sẽ đàn áp". Tính đến ngày 27 tháng 4 năm 2024, hơn 700 sinh viên đã bị bắt giữ. Cuộc biểu tình sau đó cũng đã được nhiều người liên tưởng đến các cuộc biểu tình trong phong trào phản đối Chiến tranh Việt Nam.

## Phản ứng

### Trường Đại học

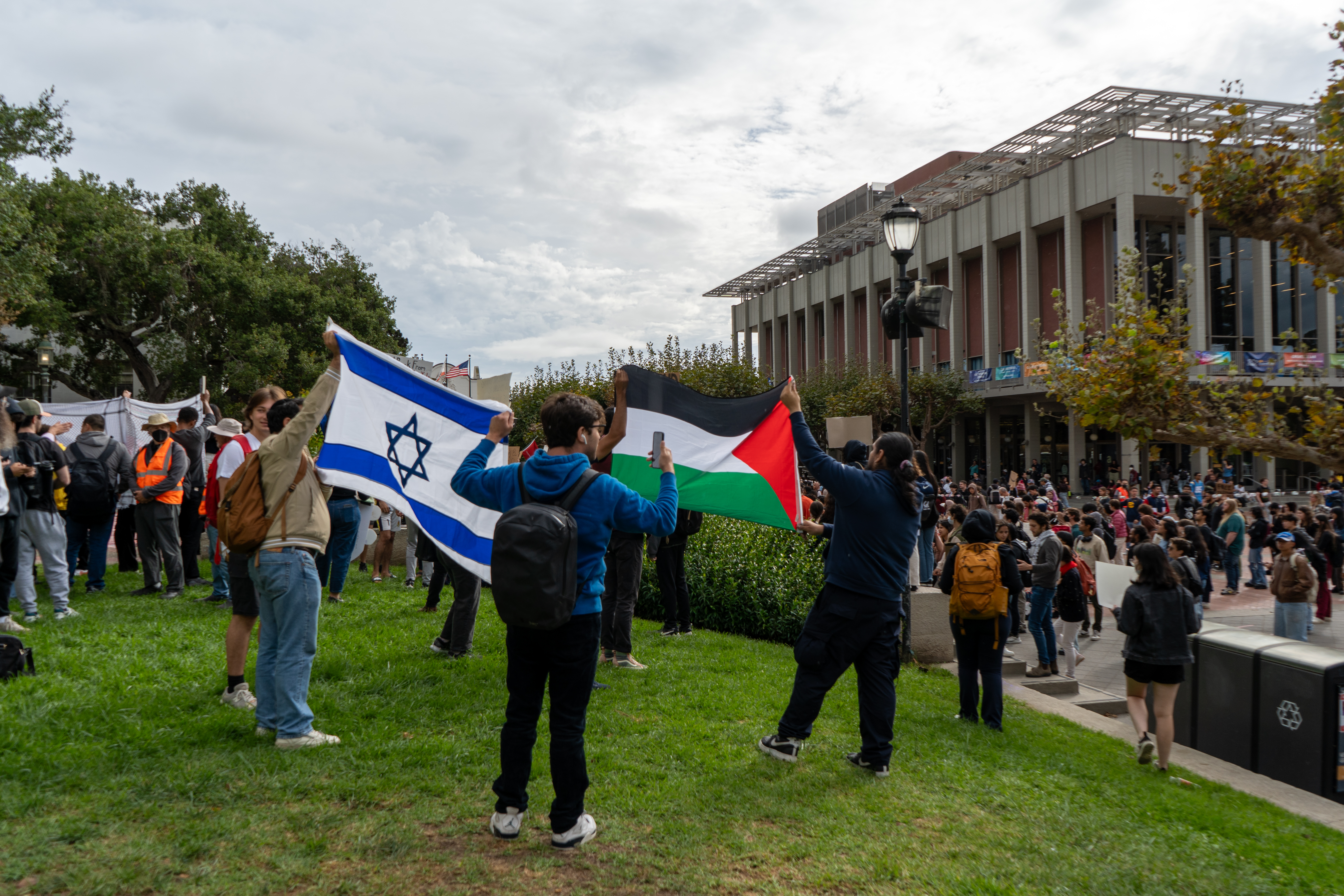
Người biểu tình và người phản đối ở Sproul Plaza tại Đại học California tại Berkeley.

Vào ngày 6 tháng 11 năm 2023, Đại học Brandeis trở thành trường đại học tư thục đầu tiên ở Hoa Kỳ cấm hoạt động của nhóm sinh viên "Sinh viên vì Công lý ở Palestine" do ủng hộ của nhóm này đối với Hamas. Vào ngày 10 tháng 11, Đại học Columbia cũng đã đình chỉ các hoạt động của nhóm này và "Tiếng nói vì Hòa bình của người Do Thái" do vi phạm nhiều lần chính sách tổ chức sự kiện trong khuôn viên trường, do đó trường đã ra quyết định cấm tổ chức các hoạt động này trong khuôn viên trường. Quyết định của Columbia đã bị Naomi Klein và Noura Erakat chỉ trích. Sau khi hiệu trưởng Đại học Harvard – Claudine Gay lên án khẩu hiệu "từ sông ra biển", hơn 100 giảng viên đã ký thư chỉ trích sự lên án của bà. Vào ngày 14 tháng 12, Đại học Rutgers đã trở thành trường đại học công lập đầu tiên đình chỉ phong trào Sinh viên vì Công lý ở Palestine trong khuôn viên trường sau khi nhận được phàn nàn về hành vi gây rối và phá hoại. Các nhà tài trợ cho các trường đại học hàng đầu tại Hoa Kỳ cũng đã rút hàng triệu đô la quyên góp do các phản ứng của các trường đại học đối với cuộc tấn công của Hamas.
Trước đó, vào ngày 24 tháng 10 năm 2023, Ray Rodrigues, Trưởng Hệ thống Đại học Bang Florida, đã ban hành một quyết định nhằm giải tán tất cả các phong trào trực thuộc của Tổ chức Sinh viên Quốc gia vì Công lý ở Palestine (NSJP) trong hệ thống đại học ở tiểu bang này. Các phong trào trực thuộc của tổ chức tại Đại học Florida và Đại học Nam Florida đã khởi kiện liên bang chống lại một số bên bao gồm Rodrigues và Thống đốc Ron DeSantis trên cơ sở hiến pháp về động thái này. Đến ngày 5 tháng 12, Sở Giáo dục Louisiana mở cuộc điều tra về quyền dân sự đối với Đại học Tulane sau một cuộc biểu tình ủng hộ Palestine vào ngày 26 tháng 10 bị bạo động hóa. Đại học American công bố rằng sẽ cấm biểu tình trong các tòa nhà của trường. Quỹ Pháp lý Hồi giáo Hoa Kỳ cũng đã khởi kiện Đại học Harvard vì không bảo vệ sinh viên Hồi giáo và Ả Rập khỏi sự quấy rối. Liên đoàn Tự do Dân sự Mỹ (ACLU) đã đăng tải một lá thư mở kêu gọi các trường đại học không khởi động "các cuộc điều tra vô căn cứ" vào các nhóm sinh viên ủng hộ Palestine. Hôm 11 tháng 12, một cuộc ngồi biểu tình được tổ chức bởi "Brown Divest Coalition" đã diễn ra tại Đại học Brown ở Rhode Island để phản đối chiến tranh giữa Israel và Hamas. Sáng cùng ngày, nhóm biểu tình đã gặp Hiệu trưởng Đại học Brown Christina Paxon nhưng bà không trình bày các yêu cầu của họ cho "Hội đồng quản trị Brown". Bốn mươi một sinh viên đã bị bắt và buộc tội xâm phạm vào lúc 18 giờ theo giờ địa phương.
Bộ Ngoại giao Israel ngày 25 tháng 11 thông báo họ sẽ thành lập một lực lượng đặc nhiệm  chống lại "những kẻ gây ra chủ nghĩa bài Do Thái trong khuôn viên trường" ở Hoa Kỳ. Đến tháng 2 năm 2024, ACLU đã ký một lá thư gửi Bộ trưởng Giáo dục Hoa Kỳ Miguel Cardona kêu gọi ông từ chối việc định lại chủ nghĩa bài Do Thái bao gồm chỉ trích chính trị của chính phủ Israel, và cho biết việc này sẽ dẫn đến vi phạm Tu chính án thứ Nhất. Sau khi Bret Gustafson, một giáo sư ở Đại học Washington tại St. Louis, đăng bài trên mạng ủng hộ cuộc biểu tình ngoài tòa nhà của Chủ tịch Ủy ban Công vụ Israel Hoa Kỳ (AIPAC), trường đại học này sau đó đã đưa ra tuyên bố thông tin quan điểm của Gustafson không phản ánh quan điểm của trường và họ sẽ không dung thứ "sự phân biệt đối xử, quấy rối hoặc hành vi đe dọa". Jairo Fúnez-Flores, một giáo sư tại Đại học Công nghệ Texas, đã bị đình chỉ vì các bài đăng trên mạng xã hội do liên quan đến cuộc xung đột.
Liz Magill, Hiệu trưởng Đại học Pennsylvania, đã từ chức vào ngày 9 tháng 12 năm 2023 sau tuyên bố trước Quốc hội Hoa Kỳ, trong đó bà cho biết việc xác định xem kêu gọi diệt chủng người Do Thái có vi phạm quy tắc ứng xử của Đại học là một "quyết định phụ thuộc vào ngữ cảnh". Vào tháng 1 năm 2024, Đại học Indiana đã sa thải Abdulkader Sinno, một giáo sư khoa học chính trị, nhằm đáp lại áp lực chính trị từ các nhà lập pháp Đảng Cộng hòa của bang. Sinh viên tại Đại học Northwestern cũng đã phải đối mặt với các cáo buộc hình sự vì xuất bản một tờ báo châm biếm ủng hộ Palestine dưới một luật ban đầu được sử dụng để chống lại Ku Klux Klan. Tổ chức con tại New York của ACLU tuyên bố với Đại học Columbia rằng trường phải khôi phục các tổ chức con của "Tiếng nói vì Hòa bình của người Do Thái" và "Sinh viên vì Công lý ở Palestine" hoặc sẽ phải đối mặt với các vấn đề pháp lý do vi phạm Tu chính án thứ Nhất. Đến hôm ngày 12 tháng 3, Liên đoàn Tự do Dân sự New York và Palestine Legal đã kiện Đại học Columbia vì việc cấm hoạt động của các tổ chức con này.
Ngoài ra, vào ngày 12 tháng 2 năm 2024, "Sinh viên Penn State vì Công lý Palestine" đã tổ chức một cuộc biểu tình trước Allen Street Gates nhằm phản đối việc 67 người Palestine bị giết trong một ngày do các cuộc không kích của Israel. Một nhà tổ chức đã tuyên bố: "Chúng tôi sẽ tiếp tục làm điều này cho đến khi có một thỏa thuận ngừng bắn vĩnh viễn".  Trong khi đó, tại Đại học Lehigh ngày 5 tháng 3, sinh viên đã tổ chức các cuộc biểu tình kêu gọi Hội đồng Thành phố Bethlehem thúc đẩy việc ngừng bắn tại Gaza. Các sinh viên tại Hoa Kỳ cũng đã báo cáo lo ngại về việc mất cơ hội việc làm trong tương lai do tham gia các cuộc biểu tình chống lại hành động quân sự tại Gaza.
Vào ngày 26 tháng 4, một sinh viên tại Columbia đã trở thành nhà lãnh đạo của phong trào biểu tình bị cấm sau khi tuyên bố trong một video rằng "những người Do Thái không xứng đáng sống". Các nhóm biểu tình khác đã lên án nhận xét này, nhưng The New York Times lại cho rằng họ đã đặt ra câu hỏi "Phần nào của phong trào ủng hộ người Palestine tại Gaza bị chủ nghĩa bài Do Thái làm hoen ố?". Trước đó một ngày, Đại học Nam California đã tuyên bố hủy lễ ra trường sau khi cảnh sát Los Angeles bắt giữ hơn 90 sinh viên biểu tình. Một số ý kiến cho rằng, "Thay vì kiểm soát chiến tranh, [chính phủ Hoa Kỳ] lại đi kiểm soát những gì chúng tôi nói", nhiều người biểu tình cũng so sánh với chiến tranh Việt Nam. Trong khi đó, Chính phủ Hoa Kỳ được cho là quan ngại về việc này nên đã kiểm soát quyền tự do ngôn luận. Các cuộc biểu tình liên quan đến chiến tranh Việt Nam vào năm 1968 của Columbia được sử dụng như để khích lệ tinh thần người biểu tình.

### Các trường cao đẳng
Vào ngày 5 tháng 9 năm 2021, một liên đoàn giáo viên địa phương đại diện cho các giáo sư tại Khu Cao đẳng Cộng đồng Grossmont–Cuyamaca và San Diego đã phát đi một nghị quyết chỉ trích Israel về cách đối xử với người Palestine. Nghị quyết này đã bị chỉ trích từ các cá nhân hội đồng quản trị trong khu vực như, Chủ tịch Quốc gia của Liên hiệp Giáo viên Mỹ (AFT), Chi hội San Diego của Liên đoàn Chống phỉ báng và Liên đoàn Do Thái ở San Diego. Trong ngày 27 tháng 10, khoảng 100 đến 150 sinh viên tại Cao đẳng Thành phố San Diego đã kêu gọi ngừng bắn. Đến ngày 23 tháng 4 năm 2024, các cuộc biểu tình ủng hộ Palestine và chống phá thai đã diễn ra ngoài một điểm dừng trong chiến dịch tranh cử của Tổng thống Joe Biden tại Trường Đại học Cộng đồng Hillsborough gần Tampa, Florida.

### Tấn công Doxing
Liên minh Israel trong khuôn viên các trường" được cho là đã tham gia vào các hoạt động gián điệp bí mật chống lại các tổ chức sinh viên ủng hộ Palestine. Accuracy in Media đã gửi những chuyến xe tải chứa doxing đến Đại học Yale và Đại học Columbia chứa thông tin tên và hình ảnh của sinh viên dưới một biểu ngữ xem họ là "những kẻ bài Do Thái hàng đầu" trong khuôn viên trường. Canary Mission đã công bố danh tính và hình ảnh của sinh viên Đại học Harvard tham gia vào quá trình công khai một lá thư mở được công bố vào hôm 7 tháng 10 năm 2023, kêu gọi "chế độ Israel phải chịu trách nhiệm hoàn toàn cho tất cả các vụ bạo lực diễn ra".

#### Điều tra
Vào ngày 24 tháng 1 năm 2024, Palestine Legal cho biết họ đã nhận được báo cáo về việc các nhà hoạt động đã viết các bài đăng trên mạng xã hội "chỉ trích hành động diệt chủng của Israel đối với người Palestine ở Gaza" đang bị FBI chú ý. Vào tháng 3 năm 2024, giảng viên tại Đại học Pennsylvania đã kiện trường này để ngăn chặn việc trường gửi tài liệu liên quan đến các cuộc biểu tình ủng hộ người Palestine trong khuôn viên trường tới Quốc hội Hoa Kỳ, cho rằng họ phản đối "hình thức mới của Chủ nghĩa McCarthy, trong đó các cáo buộc bài Do Thái được thay thế cho sự nghi ngờ về khuynh hướng Cộng sản vốn là công cụ áp bức trong những năm 1950".